# (20136) Eisenhart
(20136) Eisenhart ist ein Asteroid des Hauptgürtels, der am 8. Juli 1996 vom italo-amerikanischen Astronomen Paul G. Comba am Prescott-Observatorium (IAU-Code 684) in Arizona entdeckt wurde.
Benannt wurde der Asteroid nach dem US-amerikanischen Mathematiker Luther P. Eisenhart (1876–1965), der bedeutende Beiträge zur Differentialgeometrie und ab 1925 zur Riemannschen Geometrie erbrachte.